# 디 오리건 트레일 (시리즈)
《디 오리건 트레일》(The Oregon Trail)은 오리건 가도를 주제로 한 미국의 교육용 비디오 게임 시리즈이다. 1971년 발매된 첫 번째 게임은 돈 라비트쉬, 빌 하이네만 및 폴 딜렌버거가 개발했으며 이후 MECC가 상업화 소프트웨어를 1975년부터 판매했다.
플레이어가 유개마차를 이끄는 정착민 집단을 조종해 오리건 가도를 횡단하는 것이 목적이다.